# Lijst van voetbalinterlands Zimbabwe - Zwitserland
Deze lijst van voetbalinterlands is een overzicht van alle officiële voetbalwedstrijden tussen de nationale teams van Zimbabwe en Zwitserland. De landen speelden tot op heden een keer tegen elkaar: een vriendschappelijke wedstrijd op 4 december 1983 in Harare.

## Wedstrijden
| № | Plaats | Datum           | Competitie        | Wedstrijd              | Uitslag |
| - | ------ | --------------- | ----------------- | ---------------------- | ------- |
| 1 | Harare | 4 december 1983 | Vriendschappelijk | Zimbabwe – Zwitserland | 3 – 2   |

## Samenvatting
| Competitie        | Totaal gespeeld | Winst Zimbabwe | Gelijk | Winst Zwitserland | Doelsaldo Zimbabwe – Zwitserland |
| ----------------- | --------------- | -------------- | ------ | ----------------- | -------------------------------- |
| Vriendschappelijk | 1               | 1              | 0      | 0                 | 3 − 2                            |
| Totaal            | 1               | 1              | 0      | 0                 | 3 − 2                            |

## Details

### Eerste ontmoeting
| Vriendschappelijk (Harare, Zimbabwe, 4 december 1983):                 |              | |
| Zimbabwe                                                               | 3 – 2        | Zwitserland |
| Charles Sibanda 30' (pen.) Charles Sibanda 63' (pen.) Lloyd Mutasa 86' | goals        | 2' Charles In-Albon 45' Heinz Lüdi |
|                                                                        | bondscoach   | Paul Wolfisberg |
|                                                                        | opstellingen | 46' Roger Berbig Roger Wehrli 46' Heinz Lüdi André Egli Charles In-Albon Philippe Perret Heinz Hermann Marco Schällibaum 78' Beat Sutter Raimondo Ponte Laurent Jaccard |
|                                                                        | wissels      | 46' Gottfried Waser 46' André Ladner 78' Pascal Zaugg |

ZFA ·
Bondscoaches ·
Selecties · 
Topscorers · 
Zimbabwaans vrouwenelftal
1980 – 1989 · 
1990 – 1999 · 
2000 – 2009 · 
2010 – 2019 ·
2020 − 2029
1980 · 
1981 · 
1982 · 
1983 · 
1984 · 
1985 · 
1986 · 
1987 · 
1988 · 
1989 · 
1990 · 
1991 · 
1992 · 
1993 · 
1994 · 
1995 · 
1996 · 
1997 · 
1998 · 
1999 · 
2000 · 
2001 · 
2002 · 
2003 · 
2004 · 
2005 · 
2006 · 
2007 · 
2008 · 
2009 · 
2010 · 
2011 · 
2012 · 
2013 · 
2014 ·
2015 ·
2016 ·
2017 ·
2018 · 
2019 ·
2020 ·
2021 ·
2022 ·
2023 ·
2024 ·
2025
Algerije ·
Angola ·
Australië ·
Bahrein ·
Benin ·
Bosnië en Herzegovina · 
Botswana ·
Brazilië · 
Burkina Faso ·
Burundi ·
Centraal-Afrikaanse Republiek ·
China ·
Comoren ·
Congo-Brazzaville ·
Congo-Kinshasa ·
Djibouti ·
Egypte ·
Eritrea ·
Ethiopië ·
Gabon ·
Ghana ·
Guinee ·
Indonesië ·
Ivoorkust ·
Jordanië ·
Kaapverdië ·
Kameroen ·
Kenia ·
Koeweit ·
Lesotho ·
Liberia ·
Libië ·
Madagaskar ·
Malawi ·
Mali ·
Marokko ·
Mauritanië ·
Mauritius ·
Mozambique ·
Namibië ·
Niger ·
Nigeria ·
Oeganda ·
Oman ·
Rwanda ·
Qatar ·
Saoedi-Arabië ·
Senegal ·
Seychellen ·
Soedan ·
Somalië ·
Swaziland ·
Tanzania ·
Togo ·
Tunesië ·
Vietnam ·
Zaïre ·
Zambia ·
Zuid-Afrika · 
Zwitserland
SFV · A-internationals · Selecties · Bondscoaches · Zwitsers vrouwenelftal · Olympisch elftal · Zwitserland U21 · Zwitserland U19 · Zwitserland U18 · Zwitserland U17 · Zwitserland U16 · Vrouwen U17
1905 – 1919 · 
1920 – 1929 · 
1930 – 1939 · 
1940 – 1949 · 
1950 – 1959 · 
1960 – 1969 · 
1970 – 1979 · 
1980 – 1989 · 
1990 – 1999 · 
2000 – 2009 · 
2010 – 2019 · 
2020 – 2029
EK's: 1996 · 
2004 · 
2008 · 
2016 · 
2020 · 
2024
WK's: 1934 · 
1938 · 
1950 · 
1954 · 
1962 · 
1966 · 
1994 · 
2006 · 
2010 · 
2014 · 
2018 · 
2022
OS: 1924 · 
1928 · 
2012
1905 · 
1906 · 1907 · 
1908 · 
1909 · 
1910 · 
1911 · 
1912 · 
1913 · 
1914 · 
1915 · 
1916 · 
1917 · 
1918 · 
1919 · 
1920 · 
1921 · 
1922 · 
1923 · 
1924 · 
1925 · 
1926 · 
1927 · 
1928 · 
1929 · 
1930 · 
1931 · 
1932 · 
1933 · 
1934 · 
1935 · 
1936 · 
1937 · 
1938 · 
1939 · 
1940 · 
1941 · 
1942 · 
1943 · 
1944 · 
1945 · 
1946 · 
1947 · 
1948 · 
1949 · 
1950 · 
1952 ·
1952 · 
1953 · 
1954 · 
1955 · 
1956 · 
1957 · 
1958 · 
1959 · 
1960 · 
1961 · 
1962 · 
1963 · 
1964 · 
1965 · 
1966 · 
1967 · 
1968 · 
1969 · 
1970 · 
1971 · 
1972 · 
1973 · 
1974 · 
1975 · 
1976 · 
1977 ·
1978 · 
1979 · 
1980 · 
1981 · 
1982 · 
1983 · 
1984 · 
1985 · 
1986 · 
1987 · 
1988 · 
1989 · 
1990 ·
1991 · 
1992 · 
1993 · 
1994 ·
1995 · 
1996 · 
1997 · 
1998 · 
1999 · 
2000 · 
2001 · 
2002 · 
2003 · 
2004 · 
2005 · 
2006 · 
2007 · 
2008 · 
2009 · 
2010 · 
2011 · 
2012 · 
2013 ·
2014 ·
2015 ·
2016 ·
2017 ·
2018 ·
2019 ·
2020 ·
2021 ·
2022
Albanië ·
Algerije · 
Andorra · 
Argentinië ·
Australië ·
Azerbeidzjan ·
België ·
Bolivia ·
Bosnië en Herzegovina ·
Brazilië ·
Bulgarije ·
Canada ·
Chili ·
China ·
Colombia ·
Costa Rica ·
Cyprus ·
Denemarken ·
DDR ·
Duitsland ·
Ecuador ·
Egypte ·
Engeland · 
Estland ·
Faeröer ·
Finland ·
Frankrijk ·
Georgië ·
Ghana ·
Gibraltar ·
Griekenland ·
Honduras ·
Hongarije ·
Hongkong ·
Ierland ·
IJsland ·
Israël ·
Italië ·
Ivoorkust ·
Jamaica ·
Japan ·
Joegoslavië ·
Kameroen ·
Kenia ·
Kosovo ·
Kroatië ·
Letland ·
Liechtenstein ·
Litouwen ·
Luxemburg ·
Malta ·
Marokko ·
Mexico ·
Moldavië ·
Montenegro ·
Nederland ·
Nigeria ·
Noord-Ierland ·
Noorwegen ·
Oekraïne ·
Oman ·
Oostenrijk ·
Panama ·
Peru ·
Polen ·
Portugal ·
Qatar ·
Roemenië ·
Rusland ·
Saarland ·
San Marino ·
Schotland ·
Servië ·
Slovenië ·
Slowakije ·
Sovjet-Unie · 
Spanje ·
Togo ·
Tsjechië ·
Tsjecho-Slowakije ·
Tunesië ·
Turkije ·
Uruguay ·
Venezuela ·
VA Emiraten ·
Verenigde Staten ·
Wales ·
Wit-Rusland ·
Zimbabwe ·
Zuid-Korea ·
Zweden
Albanië (2016) ·
Argentinië (2014) ·
Brazilië (2018) ·
Chili (2010) ·
Costa Rica (2018) ·
Ecuador (2014) ·
Frankrijk (2006) ·
Frankrijk (2014) ·
Frankrijk (2016) ·
Frankrijk (2021) ·
Honduras (2010) · 
Honduras (2014) · 
Italië (2021) · 
Oekraïne (2006) ·
Portugal (2008)  · 
Portugal (2022) · 
Roemenië (2016) · 
Servië (2018) ·
Spanje (2010) ·
Spanje (2021) ·
Togo (2006) ·
Tsjechië (2008) ·
Turkije (2008) ·
Turkije (2021) ·
Wales (2021) ·
Zuid-Korea (2006) ·
Zweden (2018)